# Ramona Hacks
Ramona Hacks (* 2. November 1994 in Gladbeck) ist eine deutsche Badmintonspielerin. 

## Karriere
Ramona Hacks nahm 2011 an den Badminton-Juniorenweltmeisterschaften teil. Bei den Belgian Juniors 2011 wurde sie Dritte im Dameneinzel. Weitere Starts folgten bei den Dutch Open 2012, den Bitburger Open 2012 und den Bitburger Open 2013. 2014 gewann sie die Romanian International im Damendoppel mit Barbara Bellenberg.